# 楊雅慧
楊雅慧（英語：Michelle Krusiec，1974年10月2日—），美國演員，台裔美國人，出生於台灣。自幼家貧，因此由姑姑扶養，五歲時随美籍的姑丈或姨丈以及姑姑或姨母移居美國，12歲在美國某餐廳被星探發掘。曾在維吉尼亞州州長藝術學校接受正規的戲劇藝術訓練，畢業於美國維吉尼亞理工大學戲劇學系和英語學系。畢業後，獲得英國牛津大學獎學金繼續攻讀研究所。曾主持過兩季探索頻道旅游節目《世界嘉年華》（Travelers），訪問了50多個世界各地的旅游景點。

## 電視劇作品
- 《老公不出墙》（The Mind of the Married Man）
- 《失踪現場》（Without a Trace）
- 《神探阿蒙》（Monk）
- 《急診室的春天》（ER）
- 《實習醫生格蕾》（Grey's Anatomy）
- 《好萊塢 (電視迷你劇)》（Hollywood）

## 電影作品
- 《阿拉巴馬甜蜜的家/美麗蹺家人》（Sweet Home Alabama, 2002）
- 《奶爸安親班》（Daddy Day Care, 2003）[參 1]
- 《雙層公寓/一不住二不休》（Duplex, 2003）
- 《兩個頭一個大》（Dumb and Dumberer： When Harry Met Lloyd, 2003）
- 《面子》（Saving Face, 2004）[參 2]
- 《魔咒》（Cursed, 2005）
- 《南京》（Nanking, 2007）
- 《遥遠的北方》（Far North, 2007）
- 《賭城無記事/頭彩冤家》（What Happens in Vegas, 2008）
- （This Might Hurt, 2009）
- 《獵豔》（Zoom Hunting 2010）

## 外部連結
- 楊雅慧的Instagram帳戶
- 楊雅慧在互联网电影资料库（IMDb）上的資料（英文）
- 香港英文虎報（Hong Kong Standard）2005年的個人介紹
- 老公不出墙第一季/已婚男人的生活[永久]